# Золотая лихорадка (телепередача)
«Золота́я лихора́дка» (англ. Gold Rush, Золотая лихорадка: Аляска) — американская телевизионная передача в формате реалити-шоу, идущая в эфире телеканала Discovery Channel. 
Передача повествует о нескольких группах людей, отправившихся на поиски золота на бескрайний север Америки. 
Основная часть передачи посвящена процессу добычи россыпи золота в условиях вечной мерзлоты и взаимоотношениям между участниками. 
Всего было отснято 11 сезонов. 
12-й сезон в эфире.
Рейтинги передачи к третьему сезону выросли с трёх миллионов до четырёх с половиной миллионов зрителей.

## Сюжет

### Сезон 1
Первый сезон шоу вышел в эфир 3 декабря 2010 года под названием Золотая лихорадка: Аляска.
Было показано 10 эпизодов и один специальный выпуск. Шестеро человек, оказавшиеся из-за финансового кризиса в трудном финансовом положении, решают испытать свою удачу в погоне за золотом Аляски в надежде покрыть свои долги. Им предстоит обустроить лагерь и начать добычу золота. В этом им будет помогать своими советами хозяин соседнего участка — Джон Шнабель. Вскоре им предстоит понять, что добывать золото не так-то и просто.

### Сезон 2
Второй сезон шоу вышел в эфир 28 октября 2011 года с уже изменённым названием — Золотая лихорадка.
Было показано 16 эпизодов и 8 специальных выпусков.
Три команды отправляются на поиски золота, чтобы расплатиться с долгами. Тодд Хоффман просрочил платёж за прииск, и теперь его команде необходимо найти другой участок для добычи золота. Фрэд Харт (Дакота Фрэд) выкупает бывший участок Хоффманов, чтобы самому начать его разрабатывать. Джон Шнабель передаёт управление прииском Биг Наггет своему внуку Паркеру Шнабелю, чтобы тот продолжил его дело.

### Сезон 3
Третий сезон шоу вышел в эфир 26 октября 2012 года.
Было показано 16 эпизодов и 13 специальных выпусков.
Четыре команды отправляются на поиски золота, чтобы расплатиться с долгами и хорошо подзаработать. Тодд Хоффман находит нового инвестора и открывает работу сразу на двух участках. А чтобы добывать золото круглый год, он отправляется в экспедицию в Гайану. Фрэд Харт почти добрался до плотика, но его участок оказался под угрозой затопления из-за летнего таяния снега. На прииске Биг Наггет почти закончилось золото в открытом разрезе, теперь Паркеру предстоит найти на своём участке новые залежи золота, иначе прииск придётся закрыть. В то же время его деду предстоит серьёзная операция.

### Сезон 4
Руководство телеканала 22 февраля 2013 года сообщило о продлении шоу на четвёртый сезон.
Четвёртый сезон начал транслироваться в августе 2013 года, с предварительного эпизода под названием «Грязь», с показом интервью всех команд из третьего сезона. «Gold Rush: Guyana South America» представлена бригадой «Хоффман» в Южной Америке. Паркер Шнабель получил участок на новой земле от его наставника, легенды золотодобычи Тони Битса. Дакота Фред Херт и его сын Дастин всё ещё разрабатывают «Cahoon Creek», труднодоступный участок, который разрабатывался только кирками в конце 1800-х.
Премьера четвёртого сезона состоялась 25 октября 2013 года.
Команда «Хоффман», едва добыв две унции золота, была вынуждена собраться и уехать из Гайаны. Дакота Фред добывает 280 унций золота. Паркер и его команда добывает в общем 1029 унций. Заработанные Паркером $ 1,4 млн не только разбил рекордный сезон Тодда Хоффмана в 803 унций, но и затмил весь общий доход Хоффмана за четыре сезона.

### Сезон 5
Премьера сезона состоялась 17 октября 2014 года.
Шнабель по-прежнему арендует участок у Битса, но мечтает купить свой собственный. Хоффманы получают участок земли на Юконе, но чтобы начать добычу, они делают Дэйва Турина равноправным партнером (до этого Дэйв был рядовым сотрудником). Новый участник шоу — Тони Битс — покупает 75-летнюю драгу.

### Сезон 6
Премьера — 16 октября 2015 года.
Сезон начинается с того, что Паркер теряет основную часть своей бригады.
Но добыть золото у него всё же получается. У команды Тодда ломается экскаватор, а ребята Хоффмана находят удачное место добычи. Между бригадами начинается соревнование. Хоффман нанимает нового механика, а на месте добычи наступает период засухи. В итоге Паркер получает за сезон 3372 унции золота, а Хоффман — 3032 унции.

### Сезон 7
14 октября 2016 года начался следующий сезон.
К его завершению попытки Тодда по добыче драгоценного металла в Орегоне потерпели крупную неудачу, но он закончил работу на руднике Fairplay с добычей в 1100 унций. Тони Битс получил около 2100 унций, используя земснаряд для добычи золота. Шнабель и его бригада смогли добыть 4300 унций золота.

### Сезон 8
Премьера 8-го сезона состоялась 13 октября 2017 года.
Бригады Хоффмана и Шнабеля ставят перед собой цель — добыть 5000 унций. Тони Битс принимает решение снова использовать старинный земснаряд, возрождая тем самым давно забытый метод работы. К концу сезона бригада Хоффмана смогла добыть 1644 унции, а команда Паркера получила 6280 унций. Тони Битс закончил сезон, добыв 659 унций.

### Сезон 9
9-й сезон дебютировал 11 октября 2018 года.
Этот сезон получил название «История до сих пор». Его эпизоды посвящены работе Рика Несса в первом сезоне передачи. Команда Паркера смогла добыть 7427 унций, что равно почти девяти миллионам долларов. Рик Несс смог получить 1105 унций на общую сумму 1,3 млн долларов, побив все свои рекорды. Тони Битс стал обладателем 4400 унций.

### Сезон 10
Этот сезон стартовал 11 октября 2019 года.
Он рассказывает о работниках Шнабеля, Битса и Несса на Клондайке. Мужчины пытаются изобрести способ, который поможет им добыть больше золота и преодолеть все возникающие трудности. Они рискуют, захватывая очередной участок. За сезон команда Шнабеля смогла добыть 7223 унции на сумму 10,8 млн долларов.

### Сезон 11
Премьера одиннадцатого сезона состоялась 23 октября 2020 года.
На съёмки этого сезона сильно повлияла пандемия. Хоть правительство Юкона и считало добытчиков основными работниками, но съёмочные группы это решение не принимали. В начале сезона Канада была закрыта для поездок, и только один человек из съёмочной группы остался на месте с командой Битса. Несс и Шнабель были дома на карантине в США. После двухнедельного перерыва на место приехала местная съёмочная группа.

### Сезон 12
12-й сезон Золотой лихорадки начался в пятницу, 24 сентября 2021 года, с «Наземной войны» на канале Discovery.
Сезон сосредоточился на горнодобывающих бригадах Паркера Шнабеля, Тони Битса, Рика Несса и Фреда Льюиса, которые к концу сезона объединяют усилия с соседними братьями Клейтон.

### Сезон 13
13-й сезон «Золотой лихорадки» начался в пятницу, 30 сентября 2022 года, на канале Discovery. 
В центре внимания были горнодобывающие бригады Паркер Шнабель (площадки на Аляске и Юконе), Тони Битса, Фреда Льюиса и Братьев Клейтон. В нем есть камео с шахтой Дэйва Турина, когда он уходит из добычи полезных ископаемых. Рик Несс решил не заниматься добычей в этом сезоне и был показан только в начале, что объяснило его отсутствие. 

### Сезон 14
Трансляция 14-го сезона «Золотой лихорадки» началась в пятницу, 29 сентября 2023 года, на канале Discovery.

## Другие шоу
```
Золотая лихорадка: Джунгли 
```

Золотая лихорадка: джунгли является побочным продуктом Золотой лихорадки. В нем рассказывается о команде Хоффмана во время их путешествия в Гайану в Южной Америке в межсезонье между 2 и  3сезонами. Это похоже на Золотую лихорадку: Южная Америка, которая проходила между 3 и  4 сезонами.
```
Золотая лихорадка: Южная Америка
```

Оставив шахту на Клондайке, команда Тодда Хоффмана отправляется на юг в прекрасные, богатые и коварные южноамериканские горы. Первым делом они едут в Перу: их маршрут пролегает через непроходимые джунгли, а в точке назначения смельчаков встретит сопротивление местных шахтеров. Затем на повестку выходит чилийское золото. Золотой запас этой небольшой страны оценивается в 3750 тонн, и Хоффман хочет получить свою долю. Вместе со своими соратниками он организовывает изнуряющую экспедицию от удаленных пляжей до андского высокогорья. А после этого отряд отправится в джунгли Гайаны, где старатели столкнутся с главной проблемой: из-за нехватки денег они будут вынуждены поторопиться, чтобы успеть найти золотоносную руду и удостовериться в том, что они не зря покинули Клондайк.
```
Золотая лихорадка: Тропа Паркера
```

```
Золотая лихорадка: Белая вода
```

```
Золотая лихорадка: Потерянная шахта Дэйва Турина
```

```
Золотая лихорадка: Спасение шахты Фредди Доджа
```

```
Золотая лихорадка: Зимняя удача
```

```
Семейное золото Хоффмана
```